# Statue d'un prince parthe

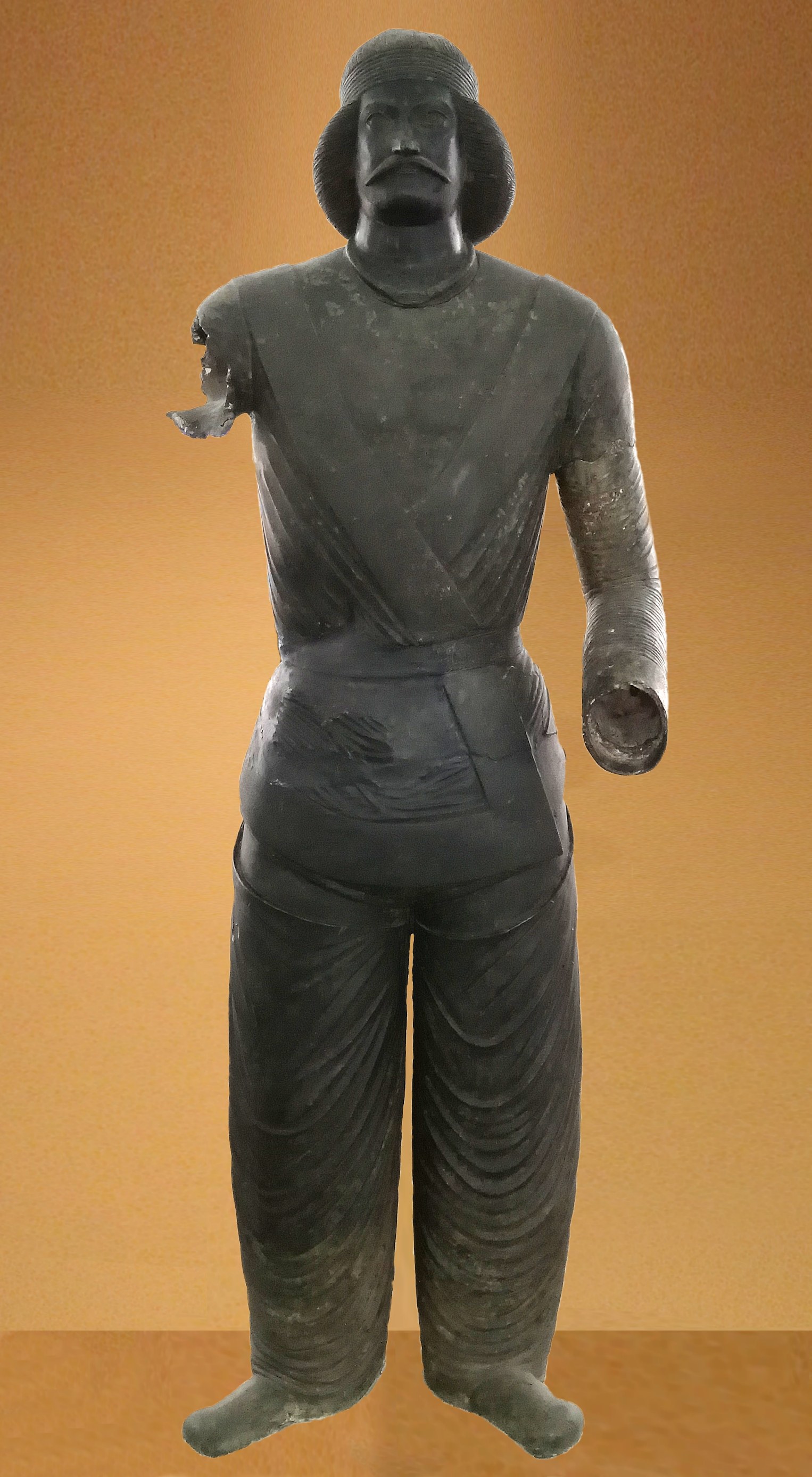
Statue d'un prince parthe, inv. n°2401

La statue d'un prince parthe, dite parfois « le prince de Shami », est une œuvre maîtresse archéologique conservée au musée national d'Iran à Téhéran. Elle porte à l'inventaire le no 2401. Elle représente vraisemblablement un prince guerrier de l'Empire parthe. Certains ont voulu y voir, sans preuve, la figuration du général parthe Suréna.

## Localisation
Cette statue a été découverte par des paysans locaux dans le Khouzestan, près de l'ancien sanctuaire de Shami, dans l'ancienne Élymaïde.

## Description

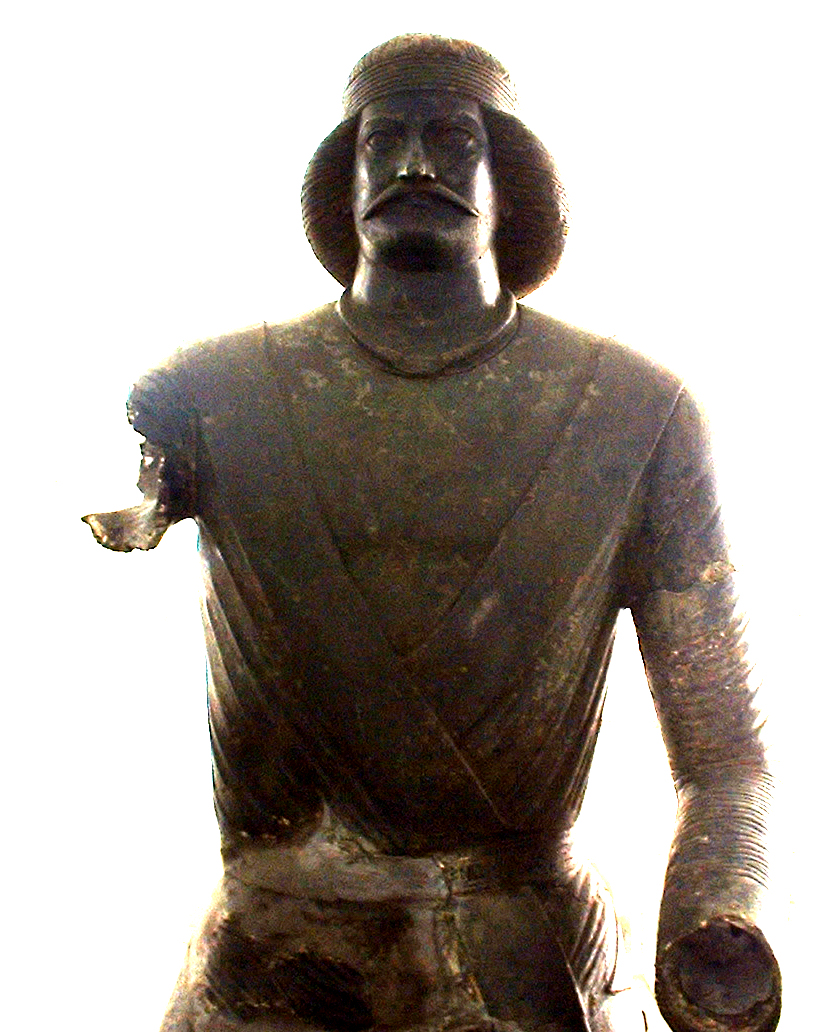
Détail de la tête et du buste

Cette statue de bronze mesure 1,94 mètre et représente un homme debout dont la tête est proportionnée de façon légèrement moindre par rapport au corps. L'homme porte de fières moustaches et une très courte barbe; il a le regard assuré et le nez aquilin, les cheveux coiffés à la mode parthe recouvrant les oreilles et ceints d'un bandeau large caractéristique des nobles guerriers de sang royal. Il porte une tunique ouverte sur la poitrine et des pantalons larges recouverts de jambières de cuir. Son cou est ceint d'un collier. La main gauche et le bras droit sont manquants. Le bras gauche a été découvert par la suite sur le site et rajouté à la statue.

## Datation et production
Il est possible que la tête ait été produite ailleurs et séparément, car elle est faite d'un bronze différent.
La remarquable qualité de cette statue a suscité des discussions à propos de son lieu d'origine. Certains spécialistes pensent qu'elle a été réalisée par un artiste gréco-romain, d'autres qu'elle a été faite à Palmyre des mains d'un artiste local, tandis que d'autres sont d'avis qu'elle a été produite à Suse qui était la ville proche la plus importante.
Cette statue qui a été découverte par des paysans décorait sans aucun doute l'ancien sanctuaire de Shami, où l'on a découvert nombre de statues hellénistiques coulées en bronze. Celle-ci représente certainement un prince local comme adorateur d'un dieu dont le culte était important dans la région.
La datation de la statue est sujette à des opinions différentes, les historiens la situant entre le IIe siècle av. J.-C. et le IIe siècle apr. J.-C..

## Bibliographie

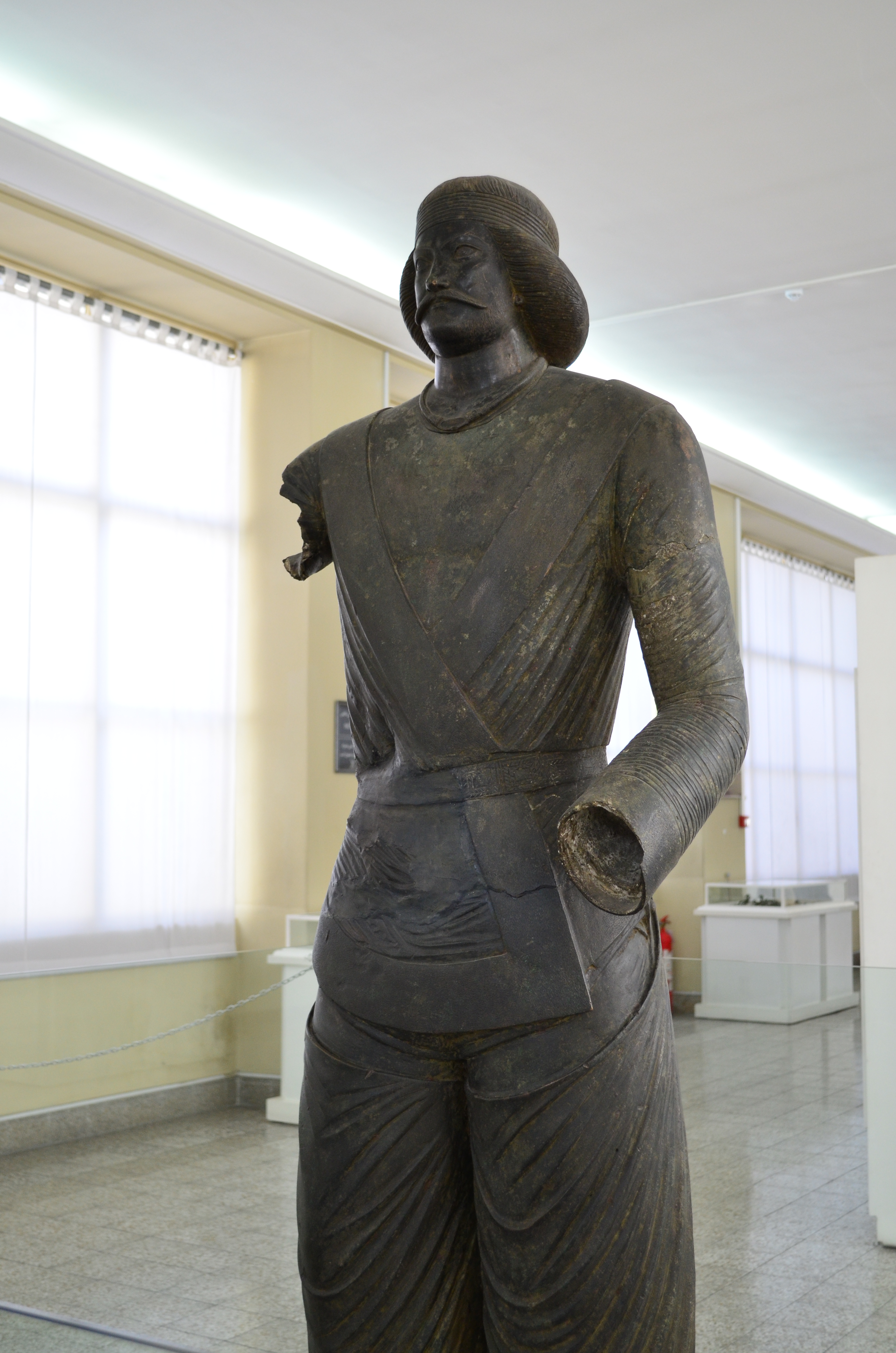
Vue de trois quarts avec la tunique croisée en V et ceinte